# Ercta scotialis
Ercta scotialis là một loài bướm đêm trong họ Crambidae.